# Paul Kohlhoff
Paul Kohlhoff (n. 26 iunie 1995, Bremen, Germania) este un sportiv ce a reprezentat Germania, medaliat olimpic. A participat la 2 ediții ale Jocurilor Olimpice (2016, 2020) în care a câștigat o medalie de bronz.